# Hysteria (альбом The Human League)
Hysteria (рус. Истерия) — четвёртый студийный альбом британской синтипоп-группы The Human League, изданный в мае 1984 года лейблом Virgin Records.

## Об альбоме
Продюсировали альбом Хью Пэдхам и Крис Томас, которые заменили ушедшего Мартина Рашента.
По сравнению с предыдущей пластинкой, Hysteria была менее успешна в коммерческом плане. Однако в ней оказалось меньше мрачных песен, чем в Dare. Композиции «The Lebanon»,
«Life on Your Own» и «Louise» были изданы синглами, но только «The Lebanon» достиг большего коммерческого успеха, в отличие от остальных синглов. Все синглы попали в двадцатку чарта Великобритании, а в чарт США попал только «The Lebanon» на шестьдесят четвёртую строчку.
Композиция «I Love You Too Much» ранее была записана для мини-альбома Fascination!, позднее она была переделана и включена в альбом Hysteria. «Rock Me Again and Again» является кавер-версией песни Джеймса Брауна. «Don’t You Know I Want You» ранее уже являлась инструментальной версией «Total Panic» — би-сайд песни «(Keep Feeling) Fascination», но она была переработана и включена в альбом.
В 2005 году лейбл Caroline Records переиздал альбом и добавил в переизданный альбом некоторые бонус-треки. В Великобритании диск получил золотой статус.
Критиками альбом был встречен равнодушно. Рецензент из AllMusic высказал мнение, что пластинка посредственна, а мелодии, представленные на ней, однообразны. Обозреватель журнала PopMatters Фелт Хантер был благосклонен к пластинке, но не стал скрывать её недостатки, выразив сожаление, что композиция «The Sign» не стала синглом, хотя и оценил «The Lebanon» положительно. По его мнению, «Don’t You Know I Want You» является самой ужасной песней в творчестве The Human League. «На Hysteria коллектив изменил своё звучание в сторону попа, тем самым пытаясь доказать, что электронная музыка не просто создана лишь для экспериментов, но и может слиться с поп-музыкой». Тем не менее, он в солидарности с критиком из AllMusic считает, что альбом низкого качества.

## Список композиций
| №   | Название                    | Автор(ы)             | Длительность |
| --- | --------------------------- | -------------------- | ------------ |
| 1.  | «I’m Coming Back»           | Оки, Райт            | 4:07         |
| 2.  | «I Love You Too Much»       | Бёрден, Коллис, Райт | 3:26         |
| 3.  | «Rock Me Again and Again»   | Оустин, Браун        | 3:32         |
| 4.  | «Louise»                    | Коллис, Оки, Райт    | 4:55         |
| 5.  | «The Lebanon»               | Коллис, Оки          | 5:03         |
| 6.  | «Betrayed»                  | Оки, Райт            | 4:02         |
| 7.  | «The Sign»                  | Бёрден, Коллис, Оки  | 3:46         |
| 8.  | «So Hurt»                   | Бёрден, Коллис       | 3:53         |
| 9.  | «Life on Your Own»          | Коллис, Оки, Райт    | 4:06         |
| 10. | «Don’t You Know I Want You» | Бёрден, Коллис, Оки  | 3:09         |

## Бонус-треки переиздания 2005 года
1. «Thirteen» (би-сайд «The Lebanon»)
2. «The World Tonight» (би-сайд «Life on Your Own»)
3. «The Lebanon» (extended version)
4. «Life on Your Own» (extended version)
5. «The Sign» (extended version)

## Участники записи
- Филип Оки — композитор, клавишные, синтезатор, вокал
- Мартин Рашент — программирование ударных
- Джоан Катеролл, Сьюзан Энн Салли — вокал, бэк-вокал
- Джо Коллис — композитор, гитара, клавишные, синтезатор, вокал
- Иэн Бёрден — композитор, бас-гитара, гитара, клавишные, синтезатор
- Филип Эдриан Райт — композитор, клавишные, синтезатор
- Саймон Фоулер — обложка альбома
- Джим Рассел — программирование
- Билл Прайс, Гевин Маккилоп — звукорежиссёры

## Позиции в хит-парадах
| Чарт (1984)    | Наивысшая позиция |
| -------------- | ----------------- |
| Великобритания | 3                 |
| Германия       | 44                |
| Канада         | 43                |
| Нидерланды     | 16                |
| Новая Зеландия | 9                 |
| Швеция         | 6                 |

| Чарт (1984)                  | Позиция |
| ---------------------------- | ------- |
| Великобритания (Gallup Poll) | 62      |